# Mały Cisowiec

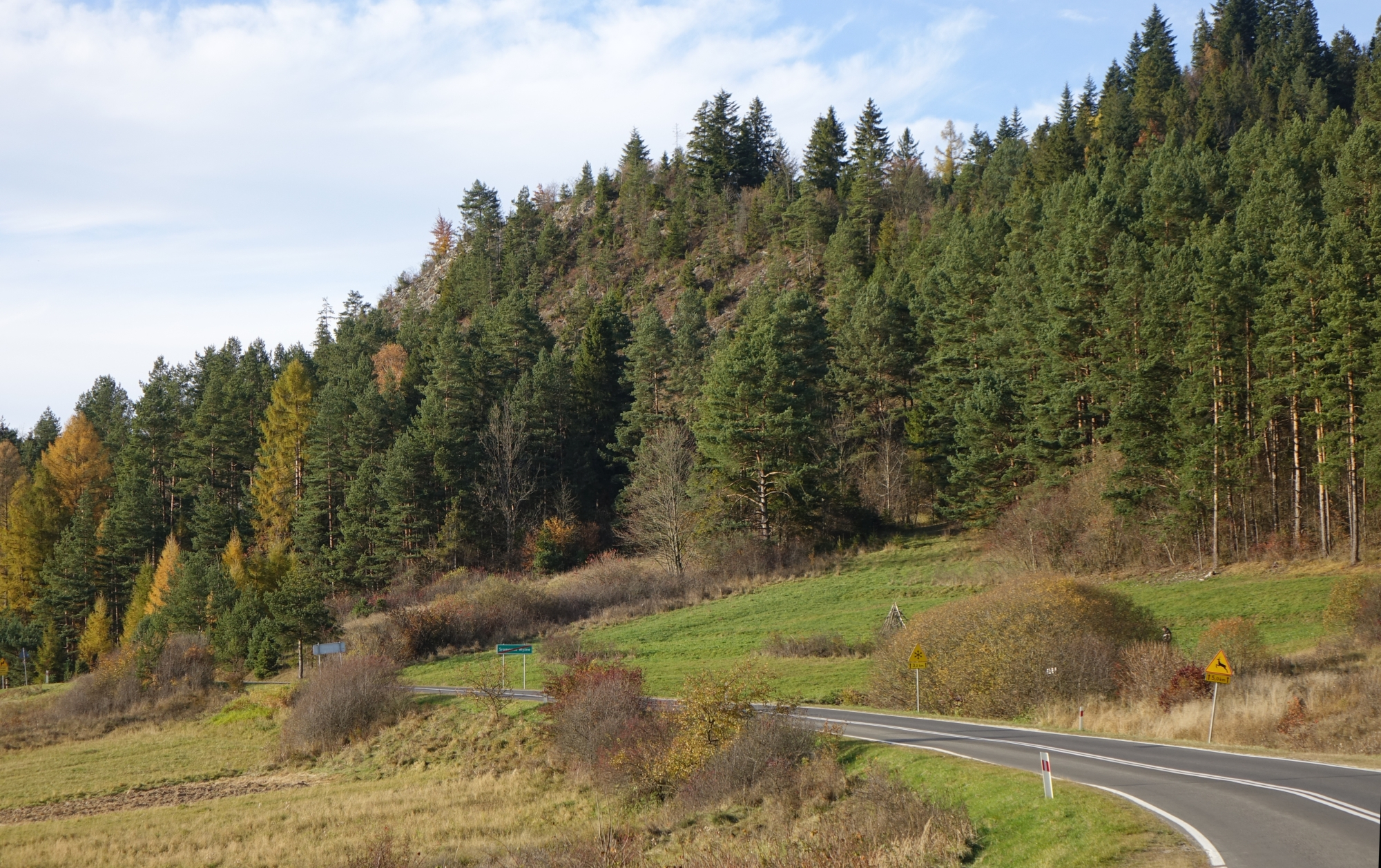
Mały Cisowiec

Mały Cisowiec – wzniesienie w masywie Flaków w Pieninach Czorsztyńskich. Znajduje się w pasie skał wznoszącym się od północy nad polami Sromowiec Wyżnych w województwie małopolskim, w powiecie nowotarskim, w gminie Czorsztyn. W kolejności od zachodu na wschód w pasie tym wyróżnia się trzy formacje skalne: Mały Cisowiec, Duży Cisowiec i Zamczysko. Wszystkie znajdują się na obszarze Pienińskiego Parku Narodowego (na jego południowych obrzeżach). Mały Cisowiec znajduje się tuż po lewej stronie drogi z Krośnicy do Sromowiec Wyżnych.
Mały Cisowiec zbudowany jest z kruchych wapieni. Nazwa pochodzi od występujących tu jeszcze kilku sztuk cisów. Jest stara, w dokumentach występuje już w roku 1822. Porasta go ciekawa flora sucholubnych i wapieniolubnych roślin. Stwierdzono też występowanie tak rzadkich roślin, jak marzanka pagórkowa i irga czarna. Z chronionych mchów w 2016 r. znaleziono tu dwa gatunki: zwiślik wiciowy (Anomodon viticulosus) i strzechwa bezząb (Grimmia anodon).
Mały Cisowiec znajduje się w Pienińskim Parku Narodowym. Po północno-wschodniej stronie Małego Cisowca znajduje się polana Za Cisowcem.